# Hoya nyhuusiae
Hoya nyhuusiae är en oleanderväxtart som beskrevs av Kloppenb.. Hoya nyhuusiae ingår i släktet Hoya och familjen oleanderväxter. Inga underarter finns listade i Catalogue of Life.